# دعای کمیل
دعای کمیل یا دعای خضر از ادعیه پرمغز و تاثیر گزار اسلامی است.این دعا منسوب به کمیل بن زیاد است.کمیل را در زمره یاران علی ابن ابیطالب نام برده اند.فارغ از کیستیِ صاحب این دعا،آنچه در باب چیستیِ آن می توان گفت این است که؛دعای کمیل مجموعه ایست بی نظیر که با سوگند دادن خداوند به جلوه های مختلف عظمت و جلالش آغاز می گردد و با درخواستهای مکرر عفو وبخشش ادامه می یابد؛در حقیقت تمام این درخواست ها،حاوی یک مفهوم مشترک است و آن تغییر احوال بد،انرژیهای منفی و شر و بدی به احوال خوب،انرژیهای مثبت و خیر و نیکی است.

برخی خرده گرفته اند که چگونه   علی یا کمیل  قادر به حفظ کردن چنین متنی بوده اند و این ایراد را احتمالاً بر صحت آنچه از علی گفته شده و به یادگار مانده وارد کرده اند.
اما باید گفت با توجه به یافته های جدید علمی در باب گنجایش مغز و ظرفیت بسیار عجیب حافظه انسان؛آیا ذخیره کردن یک فایل نوشتاری با حجم کل این دعا در حافظه ی انسان؛تا این حد تعجب برانگیز است؟
ضمن اینکه با عنایت به بهره گیری از موضوع شرطی شدن که در روانشناسی از آن استفاده می شود، یک فیلم،یک متن،یک آواز هرچقدر طولانی ؛پس از تعداد مشخصی تکرار،به صورت شرطی دوباره قابل بازیابی است. توالی محتوا،پس از تکرار به میزان کافی ذهن را؛ برای پذیرش و توانایی تکرار آن قادر می سازد.
محتوای دعای کمیل در حقیقت روبرو کردن فرد است با عمق آنچه بر او گذشته و اینک بر او جاری است؛
درخواست احوال خوب،انرژیهای مثبت و توان و اندیشه سازنده و جبران ضعفها،اشتباهات و بدیها؛
مضمون دعای کمیل برانگیزاننده فرد به سوی جبران عاملانه، تلاش آگاهانه  و زندگی مومنانه است.

## نحوه آموختن دعای کمیل به کمیل
کمیل بن زیاد میگوید:
با علی در مسجد بصره بودیم و جمعی از صحابه نیز حضور داشتند. یکی در مورد آیه «فِیهَا یُفْرَقُ کلُّ أَمْرٍ حَکیمٍ (سوره دخان، آیه 4) سوال کرد و علی پاسخ داد: مقصود شب نیمه شعبان است.
آنگاه فرمود: قسم به کسی که جان علی به دست اوست، هیچ بنده‌ای نیست مگر این که جمیع مقدراتی که تا سال آینده بر او جاری می‌شود از خیر و شر، در شب نیمه شعبان برای او تقدیر می‌گردد. و هیچ بنده‌ای نیست که این شب را احیا بدارد و دعای خضر را بخواند مگر آن که دعایش مستجاب شود.
مجلس پایان یافت و علی به منزل رفت. من شبانه درِ خانه علی را زدم. او گفت: چه چیز (در این وقت شب) تو را به این جا آورده؟ گفتم: دعای خضر!
گفت: بنشین ای کمیل! اگر این دعا را حفظ کنی و هر شب جمعه، یا در ماه، یا در سال، یا در عمرت یک مرتبه بخوانی، کفایت و یاری می‌شوی و مشمول رزق قرار می‌گیری و مغفرت الهی شامل حالت خواهد شد! ای کمیل! مصاحبت طولانی تو با ما، سبب گردید تا پاسخ تو را بگویم. سپس گفت: بنویس: «اللهم انّی اسألک برحمتک التی وسعت کل شی‌ء… .